# Zabava (okupljanje)
Zabava ili tulum su izrazi koji se rabe za okupljanja čija je svrha međusobno druženje, te zabava i razonoda njenih sudionika. Postoje različiti oblici zabava, s obzirom na to tko ih priređuje, ali se pod time najčešće podrazumijevaju one u kojima su sudionicima na raspolaganju hrana i piće, odnosno uključuju slušanje glazbe i/ili ples. Ako se zabava priredi povodom događaja (kao primjerice rođendana, imendana, pobjede športskog kluba i sl.) ona se naziva slavlje. Zabave se općenito mogu podijeliti privatne tulume − na koje su pozvani isključivo prijatelji, rodbina ili poznanici − kao i na one javne i kojima se ponekad može pristupiti jedino uz plaćanje ulaznice. Za javne zabave se rabi i izraz fešta ili pučko slavlje.
Pod utjecajem engleskog jezika ponekad se rabi i izraz party.